# Земља живих мртваца
Земља живих мртваца (енгл. Land of the Dead) је хорор филм из 2005. године, сценаристе и редитеља Џорџа Ромера.
Прича говори од зомбима који нападају град Питсбург. Људи који су преживели напад зомбија, беже у централни део града који се зове Златни троугао.
Прво приказивање у Сједињеним Америчким Државама и Канади било је 24. јуна 2005, а у Француској 10. августа 2005. Земља живих мртваца је четврти филм у серијалу филмова Живи мртваци и представља наставак 3. дела из 1985, Дан живих мртваца

## Улоге
| Глумац        | Улога        |
| ------------- | ------------ |
| Сајмон Бејкер | Рајли Денбо  |
| Џон Легуизамо | Чоло Демора  |
| Денис Хопер   | Паул Кауфман |
| Азија Арђенто | Слачк        |
| Роберт Џој    | Чарли Хоук   |
| Јуџин Кларк   | Велики Дади  |